# Molybdänit
Molybdänit, veraltet auch als Molybdänglanz, Eutomglanz oder Wasserblei bekannt, ist ein häufig vorkommendes Mineral aus der Mineralklasse der „Sulfide und Sulfosalze“. Es kristallisiert im hexagonalen Kristallsystem mit der Zusammensetzung MoS2, ist also chemisch gesehen ein Molybdändisulfid bzw. Molybdän(IV)-sulfid.
Molybdänit findet sich meist in Form von krummblättrigen, schuppigen bis massigen Aggregaten von bleigrauer bis blauvioletter Farbe, entwickelt aber selten auch sechseckige, tafelige Kristalle.
Das seltene Element Rhenium kommt immer in geringer Konzentration (von ppm bis 1 bis 2 %) anstelle des Molybdäns vor. Zusätzlich finden sich häufig Beimengungen von Silber und Gold.

## Etymologie und Geschichte
Molybdänit wurde nicht nach seinem chemischen Bestandteil Molybdän benannt, sondern nach dem altgriechischen Wort μόλυβδος mólybdos (Variante: μόλιβος mólibos) für „Blei“, dem es in seiner Erscheinung ähnelt – genauer dem Bleimineral Bleiglanz. Das Wort ist schon im Mykenischen Griechisch als mo-ri-wo-do [moliu̯dos] überliefert. Das Element Molybdän ist seinerseits nach dem Mineral benannt.

## Klassifikation
Bereits in der veralteten 8. Auflage der Mineralsystematik nach Strunz gehörte der Molybdänit zur Mineralklasse der „Sulfide und Sulfosalze“ und dort zur Abteilung „Sulfide mit M : S < 1 : 1“, wo er gemeinsam mit Drysdallit, Jordisit und Tungstenit in der „Molybdänit-Reihe“ mit der Systemnummer II/C.10 steht.
In der zuletzt 2018 überarbeiteten Lapis-Systematik nach Stefan Weiß, die formal auf der alten Systematik von Karl Hugo Strunz in der 8. Auflage basiert, erhielt das Mineral die System- und Mineralnummer II/D.25-010. Dies entspricht ebenfalls der Abteilung „Sulfide mit dem Stoffmengenverhältnis Metall : S,Se,Te < 1 : 1“, wo Molybdänit zusammen mit Castaingit (diskreditiert), Drysdallit, Jordisit, Rheniit und Tungstenit eine unbenannte Gruppe mit der Systemnummer II/D.25 bildet.
Die von der International Mineralogical Association (IMA) zuletzt 2009 aktualisierte 9. Auflage der Strunz’schen Mineralsystematik ordnet den Molybdänit in die Abteilung „Metallsulfide mit M : S ≤ 1 : 2“ ein. Diese ist weiter unterteilt nach dem genauen Stoffmengenverhältnis und den in der Verbindung vorherrschenden Metallen. Das Mineral ist hier entsprechend seiner Zusammensetzung in der Unterabteilung „M : S = 1 : 2; mit Cu, Ag, Au“ zu finden, wo es zusammen mit Drysdallit, Jordisit und Tungstenit die „Molybdänitgruppe“ mit der Systemnummer 2.EA.30 bildet.
In der vorwiegend im englischen Sprachraum gebräuchlichen Systematik der Minerale nach Dana hat Molybdänit die System- und Mineralnummer 02.12.10.01. Auch dies entspricht der Klasse der „Sulfide und Sulfosalze“ und dort der Abteilung „Sulfidminerale“. Hier findet er sich innerhalb der Unterabteilung „Sulfide – einschließlich Seleniden und Telluriden – mit der Zusammensetzung AmBnXp, mit (m+n) : p = 1 : 2“ in der „Molybdänitgruppe“, in der auch Drysdallit und Tungstenit eingeordnet sind.

## Kristallstruktur

Kristallstruktur von Molybdänit

Von Molybdänit sind bisher zwei Polytypen bekannt:
- Molybdänit-2H kristallisiert hexagonal in der Raumgruppe P63/mmc (Raumgruppen-Nr. 194) mit den Gitterparametern a = 3,16 Å und c = 12,30 Å sowie 2 Formeleinheiten pro Elementarzelle.[5]

- Molybdänit-3R kristallisiert trigonal in der Raumgruppe R3m (Raumgruppen-Nr. 160) mit den Gitterparametern a = 3,17 Å und c = 18,41 Å sowie 3 Formeleinheiten pro Elementarzelle.[5]

Die Kristallstruktur von Molybdänit ähnelt der von Graphit, wobei allerdings statt der einzelnen Graphitschichten wechselnde Schichten von Molybdän- und Schwefelteilchen vorliegen, die leicht gegeneinander verschiebbar sind.

## Eigenschaften
Molybdänit ist in Aussehen und Härte dem Graphit sehr ähnlich, unterscheidet sich aber von diesem in der Strichfarbe, die beim Graphit schwarz bis stahlgrau, beim Molybdänit jedoch grünlichgrau bis bläulichgrau ist. Molybdänit fühlt sich zudem fettig an und färbt ab.
Das Mineral hat eine Mohshärte von 1 bis 1,5 und eine Dichte von 4,7 bis 4,8 g/cm3. Es ist normalerweise undurchsichtig, sehr dünne Blättchen sind jedoch durchscheinend und unter Infrarot-Licht durchsichtig.
Molybdänit lässt sich nur schwer schmelzen. Vor dem Lötrohr ist er sogar unschmelzbar, färbt aber die Flamme gelblichgrün (zeisiggrün). In Säuren ist das Mineral nur schwer löslich.
Wie Graphit ist Molybdänit ein Halbleiter und diamagnetisch.

## Modifikationen und Varietäten
Die Verbindung MoS2 ist dimorph und kommt neben dem hexagonal kristallisierenden Molybdänit noch als amorpher Jordisit in der Natur vor.

## Bildung und Fundorte

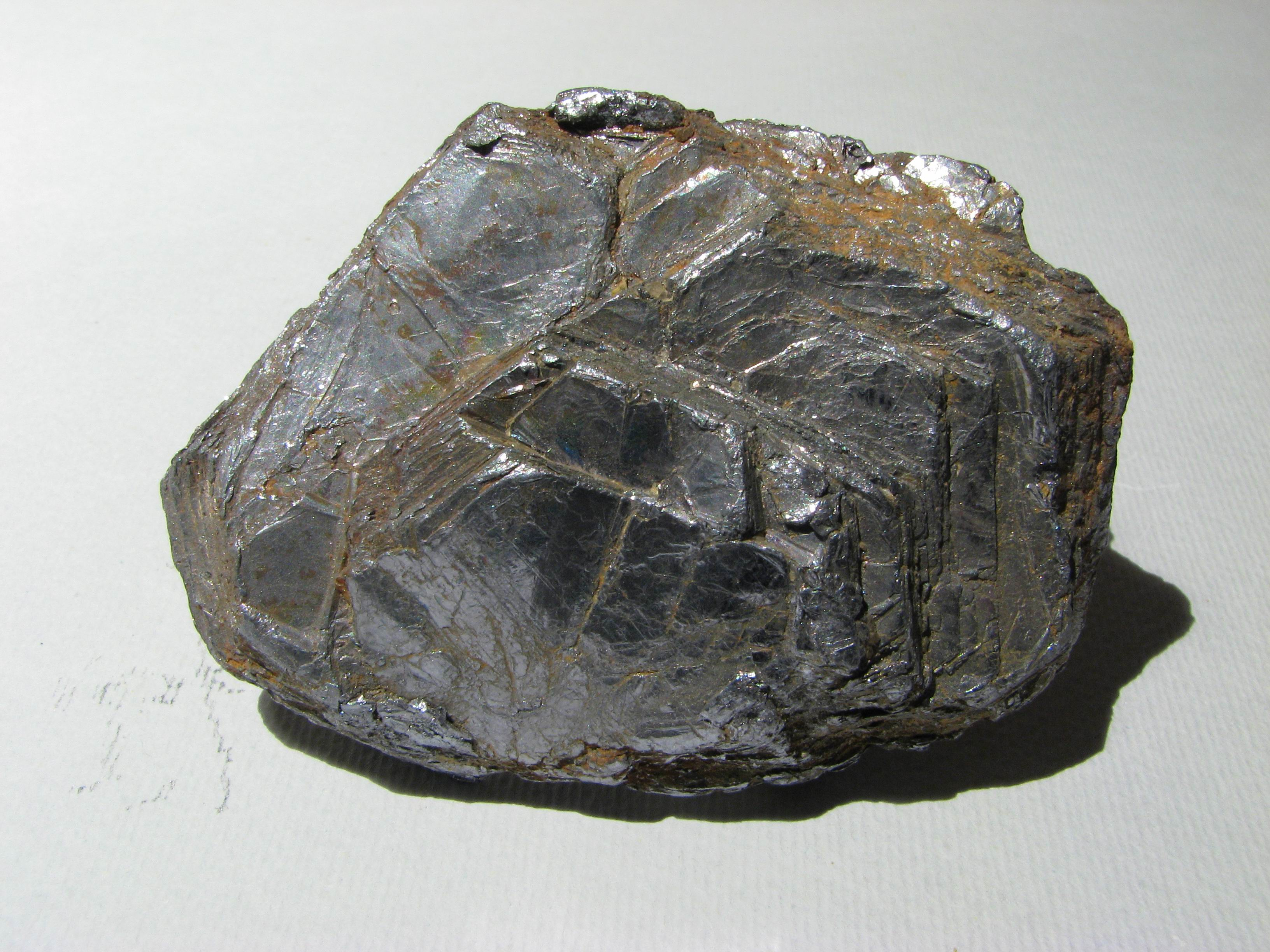
Molybdänit-Kristallaggregat aus Øvrebø (Kommune Vennesla), Norwegen (Größe 5 cm)

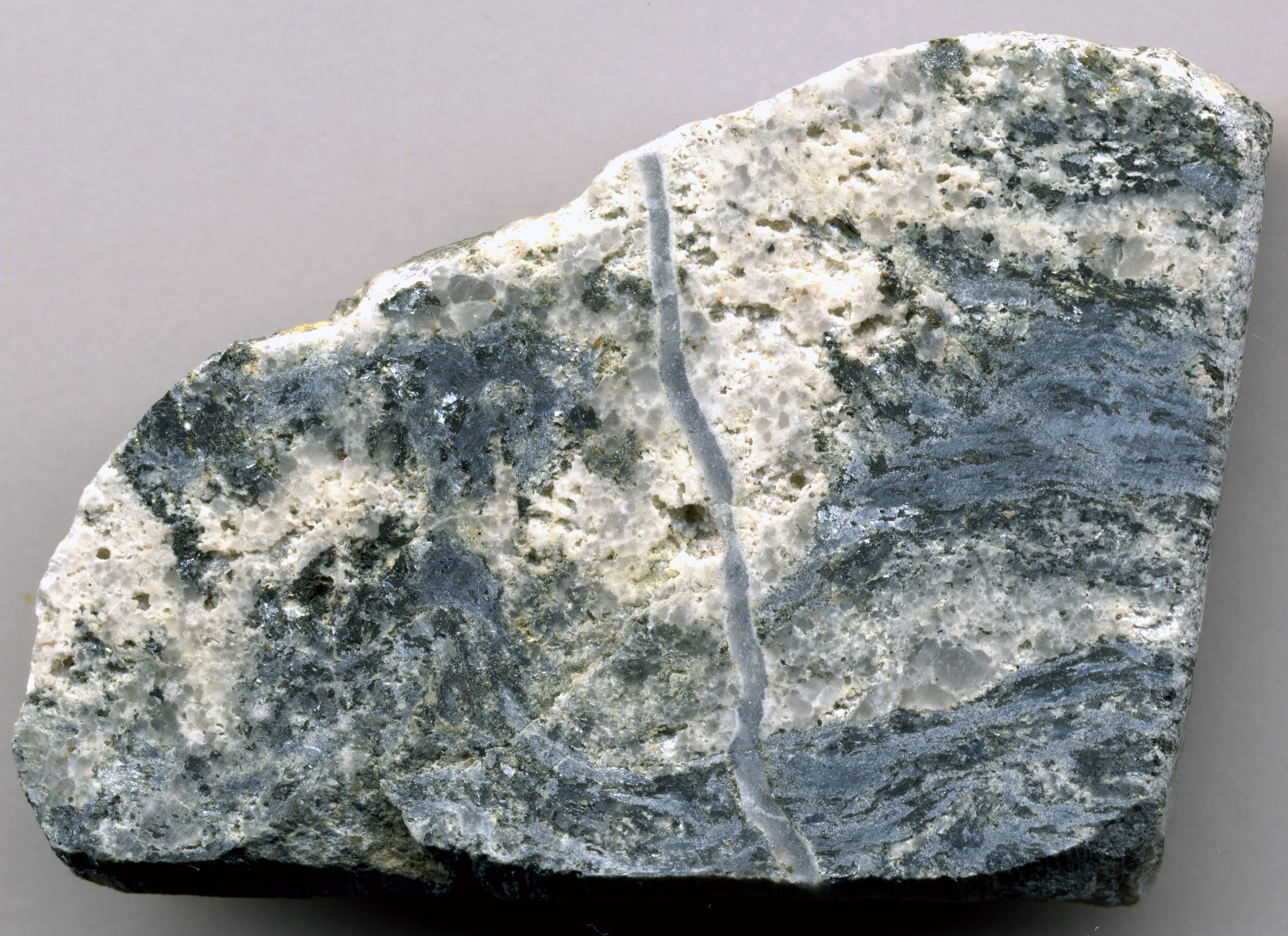
Molybdänit (dunkelsilbriggrau) – Quarz (mittelgrau) – Ader in alkalischem Granit (hellfarbige Gebiete) aus der Climax Mine, Lake County (Colorado), USA (Breite 5,3 cm an der Basis)

Molybdänit bildet sich entweder in magmatischen Gesteinen wie Aplit, Granit und Pegmatit oder durch hydrothermale Vorgänge in hochthermalen Ganglagerstätten sowie als Imprägnation in porphyrischen Molybdän-Lagerstätten („disseminated porphyry copper ores“). Begleitminerale sind unter anderem Chalkopyrit und andere Kupfersulfide sowie Fluorit, Pyrit, Quarz und Scheelit.
Fundorte sind unter anderem Afghanistan; mehrere Regionen in Argentinien; viele Regionen in Australien; Brabant, Lüttich und Luxemburg in Belgien; Altenberg, Zinnwald und Ehrenfriedersdorf (Erzgebirge) in Deutschland; Horní Slavkov, Krupka und Štachlovice in Tschechien; Finnland; Traversella und Macchetto in Italien; mehrere Regionen in Norwegen; bei Nertschinsk (Region Transbaikalien) in Russland; Grönland; viele Regionen in Österreich; und viele Orte in Nordamerika, z. B. Climax im US-Bundesstaat Colorado.

## Verwendung
Molybdänit ist das wichtigste Erzmineral zur Gewinnung von Molybdän. Sieht man vom extrem seltenen Rheniit ab, ist Molybdänit das einzige Mineral mit einer lohnenden Rheniumkonzentration, so dass er auch die wichtigste Rheniumquelle darstellt.
Neben Graphit ist er das wichtigste Mineral zur Herstellung von mineralischen Schmiermitteln (Festschmierstoffen).
Nachdem bisher vor allem Silicium und Graphen als Transistormaterial für Mikrochips bekannt waren, könnte nach bisherigen Forschungsergebnissen einer Schweizer Forschungsgruppe um Andras Kis von der ETH Lausanne zukünftig auch Molybdänit diese Aufgabe übernehmen. Dieser soll ähnlich wie Graphen in nur einer Atomlage herzustellen sein. Bei einer Schichtdicke von nur 0,65 nm soll er dennoch die gleiche Elektronenbeweglichkeit wie eine Siliciumschicht von 2 nm aufweisen. Die Energieeffizienz soll dagegen sogar um den Faktor 100.000 höher sein. Im Gegensatz zum Graphen, bei dem die für Halbleiter notwendige Bandlücke für das An- und Ausschalten eines Transistors künstlich erzeugt werden muss, ist sie beim Molybdänit bereits vorhanden.